# Estanislao Sacristán y Mateu
Estanislao Sacristán y Mateu (n. Valencia; 1793 - f. 1854) fue un comerciante y político liberal de la Valencia de la primera mitad del siglo XIX, propietario de la droguería de la Lluna en la plaza del Mercado de dicha ciudad.

## Actividad política
Con la llegada de la Revolución de 1837 y como gran parte de la pequeña burguesía urbana, Estanislao Sacristán será un ardiente defensor del nuevo régimen liberal, que defenderá con las armas como miliciano nacional. También ocupará puestos destacados en las institucionales locales valencianas. En marzo de 1837, será elegido diputado en la Diputación Provincial de Valencia por parte de los progresistas.  En 1839 y 1840 actuará como regidor en el Ayuntamiento de Valencia,  entre cuyos cometidos figuró el de atender a la reina niña Isabel II, cuando visitó Valencia en 1840 con su madre María Cristina, aún regente, mérito por el que solicitó y recibió la Cruz de Caballero de la Orden de Isabel la Católica.  A partir de 1843 y hasta su muerte en 1854, periodo político dominado por los moderados, Sacristán no tuvo ningún protagonismo político.

Plaza del Mercado de Valencia hacia 1855

## Comerciante y propietario
Pequeño comerciante, era propietario de la droguería de La Luna, situada en la Plaza del Mercado, muy cerca de la Lonja de Valencia y en un lugar privilegiado de comercio en la ciudad del Turia durante todo el siglo XIX y parte del XX y lugar donde residía. Poco sabemos de la formación de Sacristán, salvo que sabía leer. Estanislao Sacristán y Mateu estaba casado con Francisca Ferrer Lahoz, natural de la localidad aragonesa de Armillas quien, a tenor del primer testamento de su marido, era analfabeta.  De los hijos que tuvieron, sólo tres llegaron a la edad adulta: Jacinta, nacida en 1822, Magdalena, nacida en 1832 y Estanislao, el benjamín de la familia, que vino al mundo en 1835.
Sacristán fue uno de los principales compradores de libros a peso procedentes de la desamortización eclesiástica en 1837. Asimismo, acumuló una importante cantidad de bienes y propiedades que tras su muerte pasaron a su hijos, entre los que se halla el anticuario y coleccionista, Estanislao Sacristán y Ferrer.